# Pic Black (Washington)
Pour les articles homonymes, voir Pic Black et Black.
Le pic Black (en anglais : Black Peak) est un sommet de la chaîne des Cascades, aux États-Unis. Il culmine à 2 734 mètres d'altitude à la limite entre les comtés de Chelan et Skagit, dans l'État de Washington. Il se trouve également à la frontière entre le parc national des North Cascades et la forêt nationale du mont Baker-Snoqualmie.